# Vása Kellakíou
Vása Kellakíou (grec moderne : Βάσα Κελλακίου) est un village de Chypre de plus de 73 habitants.